# ローンカード
ローンカード（英語: Loan card）とは、貸金業者（消費者金融を除く）が発行するローン（貸付け）専用のカードである。ただし、名称を銀行や協同組織金融機関と同様に「カードローン」としているものもある。

## 概要
割賦販売法（昭和36年法律第159号）に基づく包括信用購入あつせん業者（銀行及び協同組織金融機関を除く）が貸金業法（昭和58年法律第32号）に基づいて登録を受け発行している。クレジットカードとは異なり、ショッピングに利用する事は出来ない。
消費者金融に抵抗のある消費者を主な対象としている。また、他社からの借換や一本化などの用途に利用しても構わない等の柔軟性もある（この用途に関しては「おまとめローン」の項目も参照）。
用途は事業資金を除き自由であり、担保や連帯保証人は不要である（事業資金として利用する事が出来る個人事業主向けのローンカードを別に設けているものもある）。

### 消費者金融が発行するカードとの違い
ローンカードは買物やレジャーなどある程度の纏まった用途に利用されるのを想定しているのに対し、消費者金融が発行するカードは短期の生活資金などに利用されるのを想定している。
また、ローンカードは、一定の収入のある者（会社員・公務員・自営業・自由業など）に発行される傾向があるため、非正規雇用など収入が不安定な者にも発行される傾向にある消費者金融が発行するカードとは区別される事もある。

### 近年の傾向
2010年に施行した貸金業法でグレーゾーン金利やみなし弁済規定が廃止され、貸金業者は年収の3割を超える貸付ができなくなったことから、貸し倒れリスクの低い高所得者向けにシフトしたローンカードが発売されている。
グレーゾーン金利で貸出を行うのは一定の貸し倒れリスクを織り込むことと関係していた点から、各社から高所得者層向けの新型ローンカードが続々登場している。これは与信の厳正・適格化を行い、契約者の職業や年収などを点数化し、高所得者層でかつ、貸し倒れリスクが低い人には貸出金利（実質年率1.30% - 12.50%）で100万円 - 900万円の融資枠で発行する一方、貸し倒れリスクが高い低所得者層には、利息制限法の上限である、実質年率18%で10万円 - 50万円の範囲以内で発行するものである。

## しくみ
ここでは、個人向けの一般的なローンカードについて記述する。
所定の限度額の範囲で借り入れる事が出来、返済は1回払やリボルビング払（リボ払）によるものが多い。完済（借入残高が0円）となるまで、毎月の約定返済日に口座振替や現金自動預払機(ATM)またペイジーでリボ払で返済し、1回払いの場合は翌月又は翌々月に借入れ金額と利息を口座振替で全額返済するが、資金に余裕があればATMまたはPay-easyで入金することも可能である。

## 利用するときの注意点
- 消費者金融が発行するカードと同様に、使いすぎ・借りすぎに注意して無理のない返済計画を立てて利用すること。
- 返済が生活を圧迫する場合、弁護士や司法書士に相談して債務整理を選択すると、任意整理（将来利息を付けず通常は3 - 5年くらいまでで借入額を分割返済する）か、個人再生や自己破産によって債務を圧縮することになる。
- 消費者金融の場合は遅延損害金による収入を目当てに数日程度の遅延なら見逃すケースもあるが、ローンカードの場合は1日の遅延でも新規貸出を停止し債権回収されるケースもある。返済日には充分な時間・金銭的余裕を持つこと（銀行口座からの自動引落の場合は口座の残高に注意のこと）。

## 主なローンカード
主なローンカードは、次の通りである（新規の申込を受け付けているものに限る）。ただし、個人事業主向けのものを除く。
- 株式会社ジェーシービー
  - JCB CARD LOAN FAITH
- 三井住友カード株式会社
  - 三井住友カード カードローン premium
  - 三井住友カード カードローン plus
  - モビットカード
- 株式会社クレディセゾン
  - MONEY CARD GOLD
  - MONEY CARD
- 株式会社エムアイカード
  - ローンエムアイカード
- ポケットカード株式会社
  - F マネーカード
- 株式会社UCS
  - Step ONEカード
- 株式会社オリエントコーポレーション
  - CREST
- ライフカード株式会社
  - ライフローンカードYours